# Lijst van Deense gemeenten per regio
Per 1 januari 2007 is het lokale bestuur in Denemarken ingrijpend gewijzigd. De (dertien) provincies (in het Deens: Amter), zoals die tot en met 2006 bestonden, zijn opgeheven. Deze gaan op in de vijf nieuwe regio's (Regioner). Tegelijkertijd werden de gemeenten op grote schaal samengevoegd. Hieronder volgt een lijst van de (98) nieuwe gemeenten, gerangschikt naar regio.

## Noord-Jutland
- Aalborg
- Brønderslev
- Frederikshavn
- Hjørring
- Jammerbugt
- Læsø
- Mariagerfjord
- Morsø
- Rebild
- Thisted
- Vesthimmerland

## Midden-Jutland
- Aarhus
- Favrskov
- Hedensted
- Herning
- Holstebro
- Horsens
- Ikast-Brande
- Lemvig
- Norddjurs
- Odder
- Randers
- Ringkøbing-Skjern
- Samsø
- Silkeborg
- Skanderborg
- Skive
- Struer
- Syddjurs
- Viborg

## Zuid-Denemarken
- Aabenraa
- Ærø
- Assens
- Billund
- Esbjerg
- Faaborg-Midtfyn
- Fanø
- Fredericia
- Haderslev
- Kerteminde
- Kolding
- Langeland
- Middelfart
- Nordfyn
- Nyborg
- Odense
- Sønderborg
- Svendborg
- Tønder
- Varde
- Vejen
- Vejle

## Seeland
- Faxe
- Greve
- Guldborgsund
- Holbæk
- Kalundborg
- Køge
- Lejre
- Lolland
- Næstved
- Odsherred
- Ringsted
- Roskilde
- Slagelse
- Solrød
- Sorø
- Stevns
- Vordingborg

## Hoofdstad
- Albertslund
- Allerød
- Ballerup
- Bornholm
- Brøndby
- Dragør
- Egedal
- Fredensborg
- Frederiksberg
- Frederikssund
- Frederiksværk-Hundested
- Furesø
- Gentofte
- Gladsaxe
- Glostrup
- Gribskov
- Helsingør
- Herlev
- Hillerød
- Høje-Taastrup
- Hørsholm
- Hvidovre
- Ishøj
- Kopenhagen
- Lyngby-Taarbæk
- Rødovre
- Rudersdal
- Tårnby
- Vallensbæk